# صوت الغرب (جريدة جزائرية)
جريدة صوت الغرب هي صحيفة جزائرية يومية تصدر باللّغة العربية من مدينة وهران عاصمة الغرب الجزائري .

## التأسيس
- الموقع الرسمي لجريدة صوت الغرب.